# ボンベイtoナゴヤ
『ボンベイtoナゴヤ』（BOMBAY TO NAGOYA）は1993年のインド映画。日本では1999年に劇場公開された。

## 概要
主人公が復讐のためにボンベイ（現・ムンバイ）からナゴヤにやって来ることからこの邦題となっており、物語の多くが日本を舞台に展開する。撮影は1991年に行なわれ、インドでは1993年に公開された。日本ではマサラ映画が広く知られるようになる90年代後半になって初めてスクリーンにかかった。なお、主題歌をはじめとする作中の歌はウディット・ナラヤンやアヌラーダ・パウドウェル、スレーシュ・ワドカール、クマール・サーヌーなどが担当した。

## あらすじ
警察官のヴィジャイは父でもあるシンハ長官とともに密輸組織を摘発するなど大活躍。ヴィジャイは警察の慈善イベントで父を襲ったギャングを撃退し、同時に助けたダンサーのソーナと恋に落ちるが、その後ギャングの報復によってヴィジャイの両親は爆死。ヴィジャイは両親の仇であるギャングのダニーが取引相手の日本のヤクザ・佐藤を頼って逃亡したことを知り、その拠点でもある地方都市・名古屋にやって来た。仇を探す中、ヴィジャイは偶然にもリトルワールドでの公演のため来日していたソーナと再会。二人の恋は再び燃え上がる。

## 日本でのロケ地
日本パートでは名古屋やその周辺で（多くは許可を取らずに）ロケ撮影が行なわれた。見慣れた日本の風景の中で、マサラムービーの定番である情熱的なダンスが登場する。なお、先に記したように撮影自体は1991年で、現存しない建物などもある。
- 栄
  - 名古屋栄三越（屋上遊園地）
  - サカエチカ(クリスタル広場)
  - 丸栄(地下入口)
  - 久屋大通公園
  - 100メートル道路（久屋大通・広小路通交差点内）
  - プリンセスガーデンホテル前
  - パチンコワシントン
  - CIRCUS CIRCUS前
- 名古屋駅
  - 松坂屋ナゴヤエキ店前
  - 駅前交差点のオブジェ「飛翔」の上
  - 名鉄新名古屋駅改札口
- 大須
  - 大須観音
  - 大須演芸場
- 犬山市
  - リトルワールド
  - 博物館明治村
  - 木曽川
  - 名鉄犬山遊園駅
  - 名鉄犬山駅
  - 清水屋犬山店
- 岐阜市
  - 柳ヶ瀬商店街
- その他
  - 名古屋港ガーデン埠頭
  - 名港トリトン
  - 名鉄名古屋本線（パノラマカー車内）
  - 東海道新幹線（車内）
  - 名古屋飛行場
  - 亀崎荘（半田市）
  - 聚楽園大仏（東海市）